# Герб Сент-Люсії
Герб Сент-Люсії — офіційний геральдичний символ держави Сент-Люсії. Герб Сент-Люсії було розроблено Сідні Багшоу в 1967 році і прийнято після отримання права самоврядування у внутрішніх справах. У нижній частині герба розташовано національний девіз — «Земля, Народ, Світло».
Нижче наведено короткий опис елементів герба:
- троянда Тюдорів символізує Англію,
- квітка лілії — Францію,
- стілець — Африку,
- смолоскип — Маяк,
- папуга Сент-Люсії (Сент-люсійський амазон) — національний птах.